# Péter Márki-Zay
Péter Márki-Zay (ur. 9 maja 1972 w Hódmezővásárhely) – węgierski polityk, samorządowiec, inżynier i ekonomista. Burmistrz Hódmezővásárhely (od 2018), kandydat koalicji Zjednoczeni dla Węgier na urząd premiera Węgier w wyborach parlamentarnych w 2022.

## Życiorys
W latach 1990–1993 kształcił się w szkole handlowej Kereskedelmi és Vendéglátóipari Főiskola, następnie do 1996 studiował ekonomię na Uniwersytecie Nauk Ekonomicznych w Budapeszcie. W 2001 uzyskał dyplom inżyniera elektryka w Budapesti Műszaki Főiskola. Kształcił się również w zakresie historii na Uniwersytecie Segedyńskim i historii gospodarczej na Katolickim Uniwersytecie Pétera Pázmánya. Doktoryzował się w 2006.
Od 1996 pracował jako handlowiec i marketingowiec. W 2004 przeprowadził się z rodziną do Kanady. Początkowo zatrudniony jako akwizytor, później jako marketingowiec w przedsiębiorstwie Carquest zajmującym się handlem częściami samochodowymi. W 2006 wyjechał do USA, pozostając pracownikiem firmy Carquest. W 2009 powrócił na Węgry, pracował w przedsiębiorstwie dostarczającym energię elektryczną w Segedynie, w latach 2016–2017 zajmował dyrektorskie stanowisko w węgierskim oddziale koncernu Legrand. Przez kilka lat był też wykładowcą na Uniwersytecie Segedyńskim.
W działalność polityczną zaangażował się w 2018, deklarując się jako rozczarowany wyborca Fideszu. Wystartował wówczas z poparciem głównych ugrupowań opozycyjnych w wyborach uzupełniających na urząd burmistrza miejscowości Hódmezővásárhely, wygrywając te wybory z wynikiem 57,5% głosów. W tym samym roku założył ruch polityczny Mindenki Magyarországa Mozgalom. W wyniku wyborów samorządowych w 2019 uzyskał reelekcję na kolejną kadencję.
W październiku 2021 wystartował w zorganizowanych przez opozycję prawyborach mających wyłonić wspólnego kandydata na premiera w wyborach w 2022. W pierwszej turze głosowania zajął trzecie miejsce. Przeszedł jednak do drugiej tury, gdy z kandydowania zrezygnował Gergely Karácsony (który zajął drugie miejsce). Pokonał w niej Klárę Dobrev, stając się tym samym liderem opozycyjnej koalicji wyborczej. Wybory parlamentarne w 2022 zakończyły się zdecydowanym zwycięstwem rządzącej koalicji Fidesz-KDNP. Péter Márki-Zay uzyskał wówczas mandat posła do Zgromadzenia Narodowego (formalnie jako przedstawiciel Dialogu na rzecz Węgier); odmówił jednak jego objęcia. W 2024 ponownie wygrał wybory na urząd burmistrza.

## Życie prywatne
Péter Márki-Zay jest żonaty. Ojciec siedmiorga dzieci.